# Bey-baklava
Bey-baklava (Baklawa El Bey) är en tunisisk dessert. Den består av tre färgade lager av marsipandeg, som ursprungligen baserades på mandlar, pistaschnötter och hasselnötter, men nu endast görs av mandlar. Fruktfärger ger lagren deras färger, vanligen rött, grönt och vitt (ofärgat). Rosenvatten och vaniljsocker är smaksättare, och baklavan serveras ofta till pepparmyntste eller te med pinjekärnor.